# Anthony Farrar-Hockley

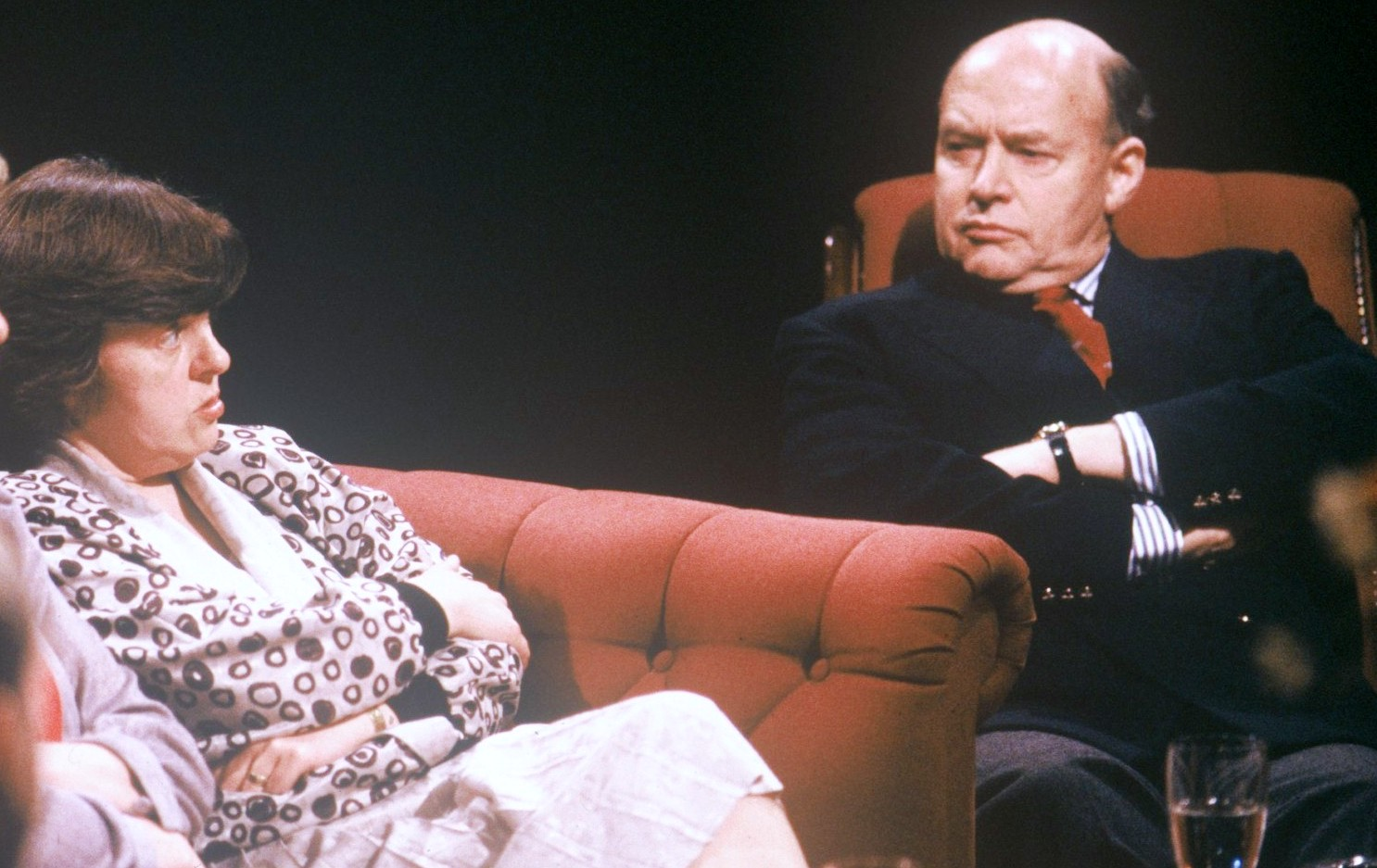
Anthony Farrar-Hockley mit der Abgeordneten des Unterhauses (House of Commons), Bernadette Devlin McAliskey, in der Talkshow „After Dark“ (18. März 1988)

Sir Anthony Heritage Farrar-Hockley, GBE, KCB, DSO & Bar, MC (* 8. April 1924 in Coventry, Warwickshire, England; † 11. März 2006 in Moulsford, Oxfordshire, England) war ein britischer Militärhistoriker, Offizier und zuletzt General der British Army, der unter anderem von 1971 bis 1973 Kommandeur der 4. Division (4th Division), zwischen 1977 und 1979 Oberkommandierender des Heeresbezirks Südost (South-East District) sowie von 1979 bis 1982 Oberkommandierender der Alliierten NATO-Streitkräfte in Nordeuropa AFNORTH (Allied Forces Northern Europe) war. Er bekleidete von 1977 bis XXX das Ehrenamt als Colonel Commandant of the Parachute Regiment sowie zwischen 1978 und 1984 zudem das Ehrenamt als Colonel of the Gloucestershire Regiment. Des Weiteren verfasste er zahlreiche Bücher zur Kriegs- und Militärgeschichte und war auch als Verteidigungsberater und Universitätslektor tätig.

## Leben

### Ausbildung und Verwendungen als Offizier

Farrar-Hockley war zwischen 1966 und 1968 Kommandeur der 16. Fallschirmjägerbrigade (16th Parachute Brigade).

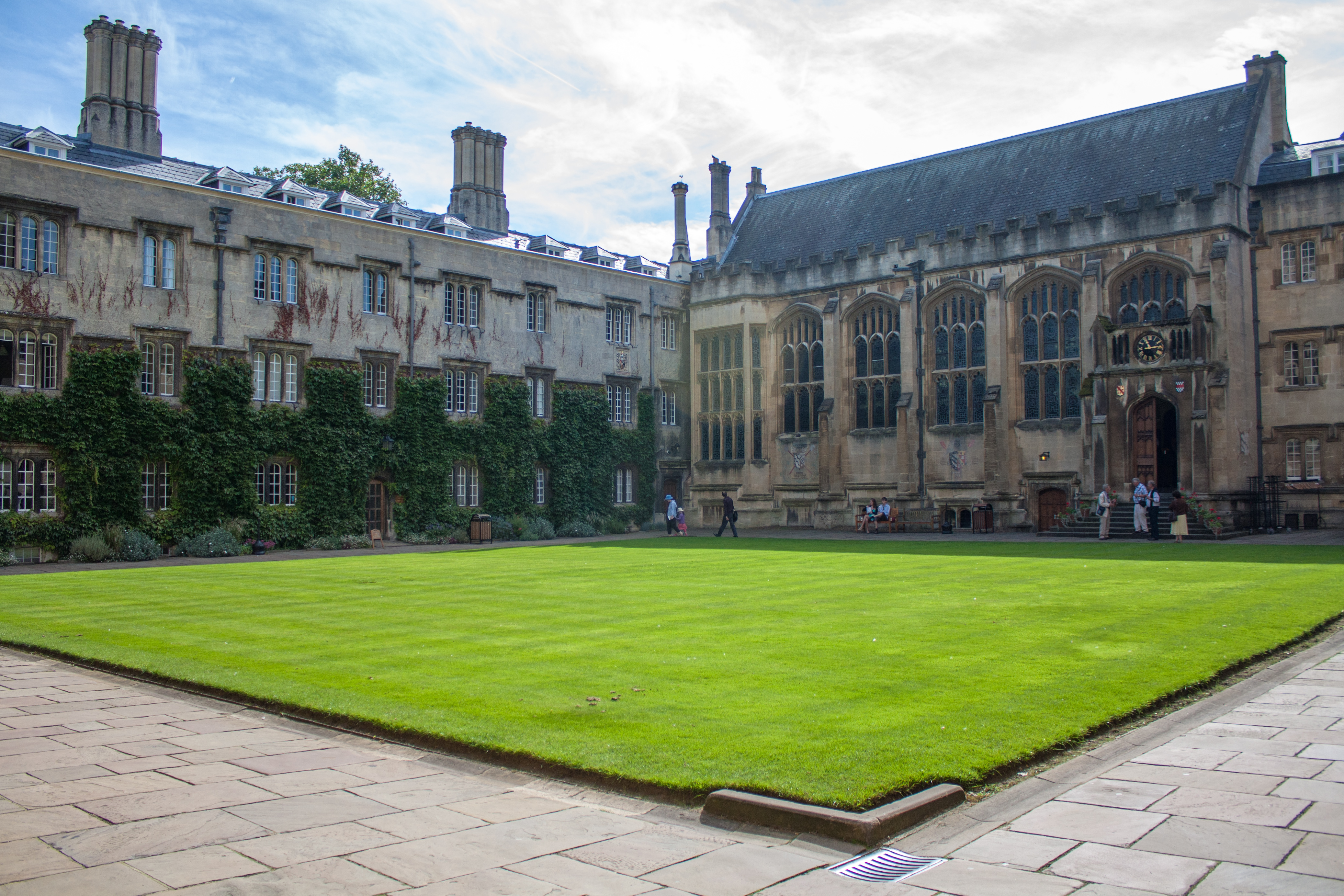
Er ließ sich zwischen 1968 und 1970 vom Militärdienst beurlauben und war als Fellow für Verteidigungspolitik am Exeter College der University of Oxford tätig.

Anthony Heritage Farrar-Hockley, Sohn des Journalisten Arthur Farrar-Hockley und dessen Ehefrau Agnes Beatrice Farrar-Hockley, besuchte die 1633 gegründete Exeter School und trat während des Zweiten Weltkrieges in die British Army ein. Nach einer Offiziersausbildung wurde er am 5. November 1942 als Leutnant (Second Lieutenant) im Rahmen einer sogenannten „Emergency Commission“ übernommen und als solcher am 6. März 1943 dem Linieninfanterieregiment Wiltshire Regiment (Duke of Edinburgh’s) zugeordnet. Gegen Kriegsende wurde er am 28. April 1945 mit Wirkung zum 8. April 1945 Berufssoldat im Range eines Leutnants und nunmehr dem Gloucestershire Regiment zugeordnet. Für seine Verdienste auf dem Kriegsschauplatz im Mittelmeerraum wurde ihm am 10. Mai 1945 das Military Cross (MC) verliehen und er wurde zudem im Kriegsbericht erwähnt (Mentioned in dispatches). Im Rahmen seiner weiteren Verwendungen im Gloucestershire Regiment wurde er am 8. Oktober 1945 zum Oberleutnant (Lieutenant) sowie am 8. April 1950 zum Hauptmann (Captain) befördert. In dieser Zeit kam er auch im Griechischen Bürgerkrieg (31. März 1946 bis 30. August 1949) und bei Kampfhandlungen zur Niederschlagung der Aufstände im Mandatsgebiet Palästina zum Einsatz.
Farrar-Hockley nahm ferner am Koreakrieg (25. Juni 1950 bis 27. Juli 1953) teil und geriet für zwei Jahre in Kriegsgefangenschaft. Aufgrund seiner dortigen Tapferkeit und seine herausragenden Verdienste wurde er am 7. Dezember 1953 Companion des Distinguished Service Order (DSO) und ferner erneut im Kriegsbericht erwähnt. 1954 veröffentlichte er mit The Edge of the Sword ein erstes Buch über Kriegs- und Militärgeschichte. Er wurde am 8. April 1957 zum Major befördert sowie am 12. Juni 1958 auch zum Mitglied des Order of the British Empire (MBE) ernannt. Er wurde Offizier im Fallschirmjägerregiment PARA (Parachute Regiment) und kam zeitweise im Zypernkonflikt (26. November 1955 bis 19. März 1959) und erhielt am 1. Juli 1961 den Brevet-Rang eines Oberstleutnants (Brevet Lieutenant-Colonel).
Nachdem er am 26. Juni 1962 zum Oberstleutnant (Lieutenant-Colonel) befördert worden war, fungierte er zwischen Juli 1962 und März 1965 Kommandeur des 3. Bataillons des Parachute Regiment. Er kam zeitweilig in der sogenannten „Konfrontasi“ in Malaysia (20. Januar 1963 bis 11. August 1966) sowie im Aden-Konflikt (14. Oktober 1963 bis 30. November 1967) zum Einsatz und erhielt für seine dortigen Verdienste am 27. April 1965 eine „Spange“ (Bar) zu seinem Distinguished Service Order. Im Anschluss wurde Oberstleutnant Farrar-Hockley ab dem 26. Juni 1965 zunächst überplanmäßig beschäftigt und am 1. Dezember 1965 rückwirkend zum 1. Juli 1965 zum Oberst (Colonel) befördert. Er war von April 1966 bis Oktober 1968 Kommandeur der 16. Fallschirmjägerbrigade (16th Parachute Brigade) und wurde in dieser Funktion am 31. Dezember 1966 auch zum Brigadegeneral (Brigadier) befördert. Er ließ sich zwischen 1968 und 1970 vom Militärdienst beurlauben und war als Fellow für Verteidigungspolitik am Exeter College der University of Oxford tätig, wo er an einem Forschungsprojekt über die sozialen Auswirkungen des Nationaldienstes in Großbritannien arbeitete. 

### Aufstieg zum General

Abzeichen der 4. Division (4th Division), deren Kommandeur Generalmajor Farrar-Hockley von 1971 bis 1973 war.

General Anthony Farrar-Hockley war zuletzt zwischen 1979 und 1982 Oberkommandierender der Alliierten NATO-Streitkräfte in Nordeuropa AFNORTH (Commander-in-Chief, Allied Forces Northern Europe).

Brigadier Anthony Farrar-Hockley übernahm zwischen März und August 1970 im Verteidigungsministerium des Vereinigten Königreichs (Ministry of Defence) das Amt als Direktor für die Öffentlichkeitsarbeit des Heeres (Director of Army Public Relations) und wurde im Anschluss zu Beginn des Nordirlandkonfliktes, der sogenannten „Operation Banner“, mit dem kommissarischen Rang eines Generalmajors (Acting Major-General) den Posten als Kommandeur der Landstreitkräfte in Nordirland (Commander, Land Forces, Northern Ireland). Dieses Kommando bekleidete er bis zum 29. Juli 1971. Am 10. November 1970 erfolgte seine Beförderung zum Generalmajor (Major-General). Als Nachfolger von Generalmajor David Fraser übernahm er am 10. Oktober 1971 die Funktion als Kommandeur der 4. Division (4th Division) und hatte dieses Kommando bis zum 10. Oktober 1973 inne, woraufhin Generalmajor Michael Gow ihn ablöste.
Am 12. April 1974 kehrte Farrar-Hockley ins Verteidigungsministerium zurück und war bis zum 9. April 1977 Direktor für Kampfentwicklung des Heeres (Director of Combat Development (Army)). Nach seiner Beförderung zum Generalleutnant (Lieutenant-General) übernahm er am 12. Mai 1977 von Generalleutnant Sir James Wilson den Posten als Kommandierender General des Heeresbezirks Südost (General Officer Commanding-in-Chief, South-East District) und hatte diesen bis zu seiner Ablösung durch Generalleutnant Sir George Cooper am 30. Mai 1979. Für seine Verdienste wurde er zum 11. Juni 1977 als Knight Commander des Order of the Bath (KCB) nobilitiert, wodurch er fortan den Namenszusatz „Sir“ führte. Am 15. August 1977 wurde die Wirkung der Beförderung zum Generalleutnant rückwirkend zum 12. Mai 1976 festgelegt.
Generalleutnant Sir Anthony Farrar-Hockley übernahm als Nachfolger von General Sir Roland Gibbs am 18. Dezember 1977 zudem das Ehrenamt als Colonel Commandant of the Parachute Regiment und hatte dieses bis zu seiner Ablösung durch Generalleutnant Sir Geoffrey Howlett am 31. Dezember 1983 inne. Darüber hinaus löste er Brigadier Anthony James Arengo Arengo-Jones am 31. Dezember 1978 im Ehrenamt als Colonel of the Gloucestershire Regiment ab und verblieb in dieser Funktion bis zum 31. Dezember 1984, woraufhin Generalmajor John Waters ihm nachfolgte.
Am 30. Juli 1979 wurde er zum General befördert und als Nachfolger von General Sir Peter Whiteley zum Oberkommandierender der Alliierten NATO-Streitkräfte in Nordeuropa AFNORTH (Commander-in-Chief, Allied Forces Northern Europe) ernannt. Dieses Kommando hatte er bis zum 15. November 1982 inne und wurde daraufhin von General Sir Richard Lawson abgelöst. Er war des Weiteren bis zum 1. Juni 1980 Colonel Commandant of the Prince of Wales’s Division und wurde daraufhin von Generalmajor Lennox Napier abgelöst. Am 24. April 1981 wurde er Nachfolger von General Sir Patrick Howard-Dobson Aide-de-camp General von Königin Elisabeth II. und hatte dieses Ehrenamt bis zum 14. Februar 1983 inne, woraufhin General Sir Frank Kitson ihn ablöste.
Für seine langjährigen Verdienste wurde er am 31. Dezember 1981 auch zum Knight Grand Cross des Order of the British Empire (GBE) ernannt. Am 14. Februar 1983 schied er aus dem aktiven Militärdienst und trat in den Ruhestand (Retired Pay-list).
Anthony Farrar-Hockley war zwei Mal verheiratet. Aus seiner ersten 1945 geschlossenen Ehe mit der 1981 verstorbenen Margaret Bernadette Wells gingen drei Kinder hervor, darunter der Sohn Dair Farrar-Hockley (* 1946), der ebenfalls Offizier war und zuletzt als Generalmajor von 1996 bis 1999 Kommandeur der 2. Infanteriedivision (2nd Infantry Division). Nach dem Tode seiner ersten Ehefrau heiratete er 1983 in zweiter Ehe Linda Wood.

## Veröffentlichungen
Er schrieb über die erlebten Konflikte und den Zweiten Weltkrieg. Zu seinen Veröffentlichungen gehören:
- The Edge of the Sword, Frederick Muller, London 1954, ISBN 0-352-30977-6
- The Commander, Mitautor Ian S. M. Hamilton, Hollis & Carter, London 1957
- True Book about the Second World War, Frederick Muller: London 1959
- The Somme, Pan, London 1966, ISBN 0-330-28035-X
- Death of an army, Barker, London 1967, ISBN 1-85326-698-1
- The war in the desert, Faber & Faber, London 1969, ISBN 0-571-08949-6
- Airborne carpet. Operation Market Garden, Macdonald & Co.London 1970, ISBN 0-356-03037-7
- Arnhem. Parachutisten vallen uit de hemel, Antwerpen 1972
- Goughie. The life of General Sir Hubert Gough, Hart-Davis, MacGibbon, London 1975, ISBN 0-246-64059-6
- Infantry tactics, Almark Publishing, London 1976, ISBN 0-85524-255-8
- Nuclear first use, Mitautor Neville Brown, Buchan & Enright, 1985, ISBN 0-907675-26-3
- Opening rounds. Lessons of military history 1918–1988, Deutsch, London 1988, ISBN 0-233-98009-1
- The British part in the Korean War. A distant obligation, Band 1, London 1990, HMSO ISBN 0-11-630953-9
- The army in the air. The history of the Army Air Corps, A. Sutton Publishing, Far Thrupp, Stroud 1994, ISBN 0-7509-0617-0
- The British part in the Korean War. An honourable discharge, Band 2, HMSO, London 1995, ISBN 0-11-630958-X
- MacArthur (Great Commanders S.), Weidenfeld & Nicolson, London 2007, ISBN 0-297-84684-1

## Hintergrundliteratur
- David S. Daniell: Cap of honour: the 300 years of the Gloucestershire Regiment, Sutton, Stroud 2005, ISBN 0-7509-4172-3
- Jonathon P. Riley: „Oft in Danger“. The Life and Campaigns of General Sir Anthony Farrar-Hockley, Helion & Company, Solihull, West Midlands 2015, ISBN 978-1-9107-7725-1